# اینشنهوفن
اینشنهوفن (به آلمانی: Inchenhofen) یک شهر در آلمان است که در آیشاخ-فریدبرگ واقع شده‌است.